# 真木仁
真木 仁（まき じん、1954年5月1日 - ）は、日本の俳優、スタントマン。若駒所属。鹿児島県出身。
身長174cm。体重70kg。血液型A型。

## 人物
1975年、若駒に入所。
体操部だった兄の影響でアクションに目覚め、特撮テレビドラマ『小さなスーパーマン ガンバロン』（1977年、NTV）でデビュー。
特技は現代劇・時代劇の殺陣全般、乗馬、トランポリン、鹿児島弁、手漕ぎ船。趣味は釣り。

## 出演作品

### 映画
- 嵐が丘（1988年、東宝）
- 独身アパートどくだみ荘（1988年、松竹富士）
- 沈黙 -サイレンス-（2016年、パラマウント映画） - 船頭
- 武蔵 -むさし-（2019年、アークエンタテインメント） - 松尾十郎

### テレビドラマ
- 小さなスーパーマン ガンバロン（1977年、NTV）※デビュー作[2]
- 俺たちは天使だ!（1979年、NTV）
  - 第15話「運が悪けりゃ劇的最期」
  - 第18話「運が良ければ次期社長」
- NHK大河ドラマ
  - 獅子の時代（1980年） - 水戸藩士
  - 峠の群像（1982年） - 侍
  - 徳川家康（1983年）
  - 山河燃ゆ（1984年） - 映画俳優
  - 翔ぶが如く 第二部（1990年） - 島田一郎、浪人
  - 信長 KING OF ZIPANGU（1992年） - 使者
  - 炎立つ（1993年） - 家衡の兵
  - 花の乱（1994年） - 滑川兵庫
  - 八代将軍吉宗（1995年）
  - 秀吉（1996年） - 刺客
  - 毛利元就（1997年）
  - 徳川慶喜（1998年）
  - 武蔵 MUSASHI（2003年） - 斎藤闇軒
  - 新選組!（2004年） - 浪士
  - 天地人（2009年） - 宇佐美定満
  - 龍馬伝（2010年）
  - 江〜姫たちの戦国〜（2011年）
  - 軍師官兵衛（2014年） - 毛利武将
  - 花燃ゆ（2015年）
  - 真田丸（2016年）
  - 西郷どん（2018年）
- ウルトラシリーズ
  - ウルトラマン80 第5話「まぼろしの街」（1980年、TBS） - 警官（バム星人）
  - ウルトラマンコスモス 第2話「カオスヘッダーの影」（2001年、MBS） - 杉浦太陽スタント
- 風神の門 第11話「家康狙撃」（1980年、NHK）
- プロハンター（1981年、NTV）
  - 第1話「危険な二人」
  - 第10話「手錠のままの追跡」
  - 第18話「夕陽に赤い帆」
- 若き血に燃ゆる〜福沢諭吉と明治の群像（1984年、TX）
- スクール☆ウォーズ（1984年 - 1985年、TBS）
- 月曜スター劇場 / 婦警候補生物語（1985年、NTV）
- 新大型時代劇（NHK）
  - 真田太平記（1985年） - 服部七左衛門
    - 第4話「角兵衛騒動」
    - 第22話「信幸懊悩」

  - 武蔵坊弁慶（1986年） - 木曾兵
- 乳姉妹（1985年、TBS）
  - 第19話「哀愁の波止場」
  - 第20話「少女が見た地獄」
  - 第22話「憎しみの乱れ打ち」
- 木曜ドラマストリート（CX）
  - 名探偵はひとりぼっち（1985年）
  - 一日だけの殺し屋（1986年）
- ポニーテールはふり向かない（TBS）
  - 第7話「涙の第一号」（1985年）
  - 第8話「嵐を呼ぶ女」（1985年）
  - 第21話「盲目のドラマー」（1986年）
- 天使のアッパーカット 第1話「全てはあのトランクから始まった」（1986年、ANB）
- おんな風林火山（TBS）
  - 第3話「正室の陰謀」（1986年）
  - 第11話「姫たちの戦場・長篠」（1987年）
  - 第13話「嗚呼 わが恋終りぬ」（1987年）
- このこ誰の子? 第12話「葵からの手紙」（1987年、CX）
- ジャングル/NEWジャングル（1987年、NTV）
- 花へんろ 風の昭和日記III 第1話（1988年、NHK）
- スターライト・キッズ 新・北斗七星伝説（1988年、TBS）
- 銀河スペシャル / 道づれ（1988年、NHK）
- 和宮様御留（1991年、ANB）
- 土曜ドラマ（NHK)
  - 新十津川物語 明治編（1991年） - 看守
- 忠臣蔵 風の巻・雲の巻（1991年、CX）
- 腕におぼえあり（NHK）
  - 第1シリーズ 第2話「逃げる浪人」（1991年） - 刺客
  - 第2シリーズ 第13話「黒幕の死」（1992年）
- 幻・源氏物語絵巻（1993年、NHK BS-2） - 惟光
- NHK連続テレビ小説
  - かりん（1993年）
  - ひまわり（1996年）
  - こころ（2003年）
  - とと姉ちゃん（2016年）
- 金曜エンタテイメント（CX）
  - 平成の女教祖（1994年）
  - 検察捜査（1995年）
- BS時代劇
  - 戦国武士の有給休暇（1994年、NHK BS-2）
  - 新選組血風録 第1話「快刀虎徹」（2011年、NHK BSプレミアム）
  - 薄桜記（2012年、NHK BSプレミアム） - 村上三郎右衛門
  - 鳴門秘帖（2018年、NHK BSプレミアム） - 佐嶋
- しくじり鏡三郎 第15話（1999年、NHK）
- 櫂（1999年、NHK BS-2）
- 蒼天の夢 松陰と晋作・新世紀への挑戦（2000年、NHK BS-2）
- 月曜ドラマシリーズ（NHK）
  - ハート 第3話（2001年）
  - 風子のラーメン（2003年） - ヤクザ
- 抱きしめたい（2002年、NHK）
- 大友宗麟〜心の王国を求めて（2004年、NHK）
- 金曜時代劇（NHK）
  - 御宿かわせみ 第二章 第10話（2004年）
  - 柳生十兵衛七番勝負 第2話（2005年）
- 木曜時代劇 / 夏雲あがれ 第1話「旅立ちのとき」（2007年、NHK）
- 土曜時代劇 / まっつぐ〜鎌倉河岸捕物控〜（2010年、NHK）※操船指導
- 吉原裏同心（2014年、NHK） - 浪人
- スニッファー 嗅覚捜査官 第2話（2016年、NHK） - 勅使河原洋三
- 永遠のニシパ 〜北海道と名付けた男 松浦武四郎〜（2019年、NHK）
- 元禄なう（NHK名古屋）

### テレビ番組
- 加トちゃんケンちゃんごきげんテレビ（1986年、TBS）
- 志村けんのバカ殿様（CX）

### CM
- ヒゲタ醤油
- 養老乃瀧
- ボンバーマン

### CD
- ミュージカル天外魔境夢まつり（1995年、データム・ポリスター） - 怒鬼